# Portrait de Fritza Riedler
Le Portrait de Fritza Riedler est un tableau réalisé par le peintre autrichien Gustav Klimt en 1906. Cette huile sur toile est le portrait de l'épouse du commanditaire, l'ingénieur Aloïs Riedler. Née en 1860, Friederika Langer, dite Fritza, y figure assise en robe claire devant un fond orangé. L'œuvre est conservée depuis 1937 à l'Österreichische Galerie Belvedere, à Vienne.